# Louis-Adolphe Bertillon
Louis-Adolphe Bertillon, född 1 april 1821 i Paris, död där 28 februari 1883, var fransk statistiker och demograf; far till Jacques och Alphonse Bertillon.
Bertillon var i många år praktiserande läkare i Montmorency nära Paris, innan han övergick till statistiken, för vars utveckling han fick stor betydelse. Under Paris belägring 1870 var han borgmästare (maire) i 5:e arrondissementet, blev 1876 professor i demografi vid den nyupprättade École d'anthropologie och med 1880 års början chef för den föregående år inrättade statistiska byrån i Paris. I sina befolkningsstatistiska skrifter hävdade han mer än en gång, att en snabbare befolkningsökning i Frankrikes hade långt större betydelse för landets framtida väl än nationalvälståndets ytterligare ökning. Han ivrade därför mot det i Frankrike i alla folklager utbredda tvåbarnssystemet och mot nymalthusianismen.
Hans självständigt utgivna skrifter är få; den viktigaste är Atlas de démographie figurée de la France (60 kartor och tabeller, 1871-74). Desto fler är hans artiklar till tidskrifter och samlingsverk, såsom "Union médicale" och andra medicinska tidskrifter, "Journal de la société de statistique", "Bulletins de la société d'anthropologie", "Annales de démographie" och, främst, "Dictionnaire encyclopédique des sciences médicales", för vilken han skrev ett hundratal artiklar.
Auktorsnamnet Bertill. kan användas för Louis-Adolphe Bertillon i samband med ett vetenskapligt namn inom botaniken; se Wikipediaartiklar som länkar till auktorsnamnet.